# Тиленхіди
Тиленхіди (Tylenchida) — ряд нематод класу Сецернентії (Secernentea). Більшість видів є паразитами рослин, деякі з них можуть утворювати гали у різних частинах рослини. Трапляються також паразити комах, хижаки та ґрунтові сапрофіти. Серед представників родин Tylenchidae та Heteroderidae є багато небезпечних сільсько-господарських шкідників. У ротовій порожнині тиленхід мається спеціальний колючий орган — стилет, яким вони проколюють епідрміс рослин для живлення соком і руйнування клітин під час пересування у середині рослини.

## Класифікація
Ряд містить понад 4000 видів у 365 родах:
- Надродина Criconematoidea
  - Criconematidae
  - Tylenchulidae
- Надродина Tylenchoidea
  - Anguinidae
  - Belonolaimidae
  - Dolichodoridae
  - Ecphyadophoridae
  - Hoplolaimidae
  - Heteroderidae
  - Pratylenchidae
  - Tylenchidae
- Надродина Sphaerularina
  - Allantonematidae
  - Fergusobiidae
  - Iotonchiidae
  - Parasitylenchidae
  - Sphaerulariidae